# Deborah Levy
Deborah Levy FRSL (Johannesburgo, 1959) es una dramaturga, novelista y poeta británica. Ha escrito obras para  la Royal Shakespeare Company y es autora de novelas como Beautiful Mutants, Swallowing Geography, Billy and Girl  y Swimming Home, obra finalista del  Booker Prize.

## Biografía
Levy nació en Johannesburgo, Sudáfrica y creció y estudió en Inglaterra, país al que su familia había emigrado en 1968. Su padre era académico e historiador y fue miembro del Congreso Nacional Africano. Sus padres se divorciaron en 1974.

## Trayectoria
Levy se formó en el Dartington College of Arts, que dejó en 1981 cuando empezó a escribir sus primeras obras a la edad de 21 años, entre ellas Pax, Heresies para la Royal Shakespeare Company y Plays 1 (Methuen) publicada en Levy. También ha publicado poesía y relatos. Fue directora y escritora de Manact Theatre Company, Cardiff.

### Ficción
Deborah Levy publicó su primera novela, Beautiful Mutants, en 1986. Su segunda obra de ficción, Swallowing Geography, salió a la luz en 1993 en Jonathan Cape, y en 1996 lo hizo Billy and Girl, en Bloomsbury. En  1985 publicó su cuento, Proletarian Zen, en PEN New Fiction por PEN International y Quartet Books. 
Su novela Swimming Home fue seleccionada para el Premio Man Booker 2012. La publicación de una colección de cuentos, Black Vodka (and Other Stories, 2013), consolidó su reputación como "una de las voces más emocionantes de la ficción británica contemporánea". Su novela Hot Milk se publicó en 2016 y fue nominada para el Premio Man Booker 2016.
Uno de los cuentos de Levy, Stardust Nation, fue adaptado como una novela gráfica por Andrzej Klimowski, profesor emérito del Royal College of Art, y publicado por SelfMadeHero en 2016.

### Vida académica
Desde 1989 hasta 1991 fue Fellow Commoner in Creative Arts en el Trinity College de Cambridge. 

## Premios y reconocimientos
- 2001: Lannan Literary Fellowship.
- 2004: Residency Marfa[11]
- 2012: Specsavers National Book Awards,  finalista  del UK Autor of the Year Prize por su novela Swimming Home [12]
- 2012: finalista del Premio Man Booker por Swimming Home y por Other Stories [7]
- 2012: finalista del BBC International Short Story Award, por Black Vodka [13]
- 2013: finalista del Jewish Wingate Prize  por Swimming Home [14]
- 2013: Frank O'Connor International Short Story Award por Black Vodka [15]
- 2016: finalista del Man Booker Prize por Hot Milk [9]
- 2017: Miembro de la Royal Society of Literature[16]